# براندون فرينش
براندون فرينش (بالإنجليزية: Brandon French)‏ هي كاتبة مقالات وكاتبة سيناريو وممثلة أمريكية، ولدت في القرن العشرين.

## وصلات خارجية
- براندون فرينش على موقع IMDb (الإنجليزية)
- براندون فرينش على موقع كينوبويسك (الروسية)